# Cape Bage
Cape Bage är en udde i Östantarktis. Den ligger mellan Murphy Bay och Ainsworth Bay i George V Land. Australien gör anspråk på området.